# توماس ك. سلاتر
توماس ك. سلاتر (بالإنجليزية: Thomas C. Slater)‏ هو سياسي أمريكي، ولد في 21 مايو 1945 في بروفيدنس في الولايات المتحدة، وتوفي بنفس المكان في 10 أغسطس 2009 بسبب سرطان الرئة. حزبياً، نشط في الحزب الديمقراطي.